# Pomorsko-tehnička škola Dubrovnik
Pomorsko-tehnička škola Dubrovnik, srednja škola u Dubrovniku. U Dubrovniku osnovana je kao Nautička škola 15. ožujka 1852. Mali broj učenika izazvao je teškoće u radu, pa je škola zatvorena 1860. godine. Ponovo je otvorena 17. studenoga 1862. Smještanje škole na današnju lokaciju (Miljenka Bratoša 4) završeno je 16. listopada 1954. Danas Pomorsko-tehnička škola Dubrovnik ima sljedeće smjerove: pomorski nautičar, tehničar za brodostrojarstvo, elektrotehničar i strojarski računalni tehničar. Svi su četverogodišnji. Skoro svi učenici Pomorsko-tehničke škole Dubrovnik muškoga su spola.

## Vanjske poveznice
- Službena stranica  Arhivirana inačica izvorne stranice od 10. veljače 2013. (Wayback Machine)